# Maidenhead

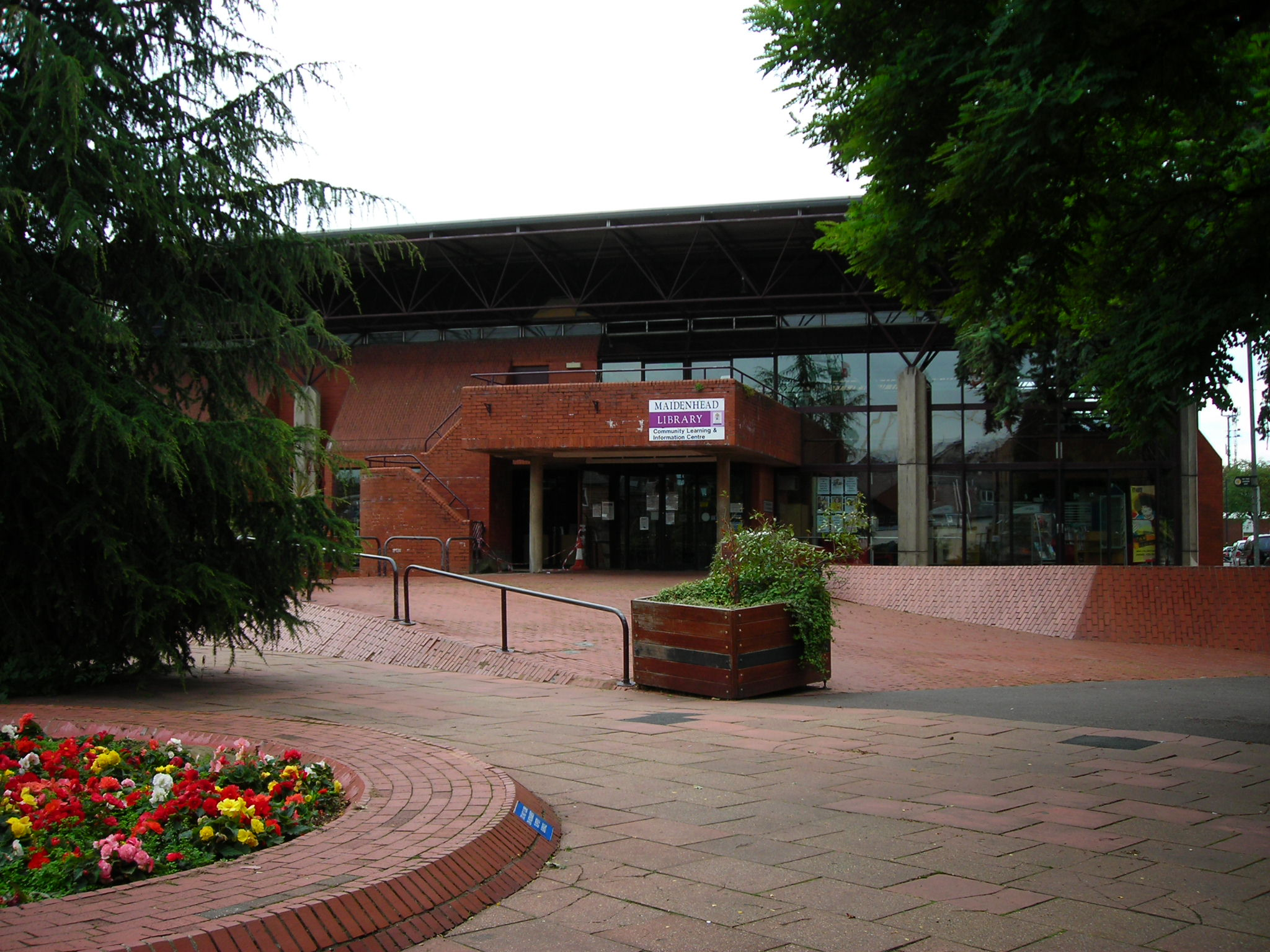
Biblioteca de Maidenhead.

Maidenhead é uma cidade do condado de Berkshire, na Inglaterra, com uma população de aproximadamente 60.000 habitantes. A cidade faz parte do "Royal Borough of Windsor and Maidenhead". Esta situada na margem ocidental do Rio Tamisa, a uns 40 km ao oeste do bairro londrino de Charing Cross. O nome Maidenhead vem do cais construído sobre o rio em 1297.